# Theresa Palfi
Theresa Palfi (* 1987 in Potsdam, Brandenburg) ist eine deutsch-österreichische Theaterschauspielerin.

## Leben
Theresa Palfi absolvierte zunächst eine Ausbildung zur Handstickerin und erhielt anschließend ihre Schauspielausbildung am Mozarteum Salzburg. Mit ihrer Abschlussinszenierung von Roland Schimmelpfennigs Der goldene Drache gewann sie den Ensemblepreis des Schauspielschultreffens. Nach ihrem ersten Engagement am Mainfranken Theater Würzburg ist sie seit 2016 festes Ensemblemitglied am Landestheater Linz.

## Theaterrollen (Auswahl)
- 2012 Thekla in Gläubiger von August Strindberg, Mozarteum Salzburg[3][4]
- 2014 Kriemhild in Nibelungen Short Cuts, Mainfranken Theater Würzburg[5]
- 2014 Interviewerin in K.O. nach zwölf Runden von Lothar Trolle, Mainfranken Theater Würzburg, Regie: Sascha Bunge[6]
- 2015 Tochter von Anton Antonowitsch in Revisor von Nikolaj Gogol, Mainfranken Theater Würzburg[7]
- 2016 Julia in Romeo und Julia von William Shakespeare, Mainfranken Theater Würzburg, Regie Antje Thoms[8]
- 2016 Tanja in faust hat hunger und verschluckt sich an einer grete von Ewald Palmetshofer, Landestheater Linz, Regie: Katharina Schwarz
- 2016 Ursula in Niemand von Ödön von Horváth, Landestheater Linz, Regie: Peter Wittenberg
- 2017 Petra in Ein Volksfeind von Henrik Ibsen, Landestheater Linz, Regie: Christoph Diem
- 2017 Viginia in Leben des Galilei von Bertolt Brecht, Landestheater Linz, Regie: Katrin Plötner
- 2017 Emiliy in Geächtet von Ayad Akhtar, Landestheater Linz, Regie: Peter Wittenberg
- 2018 Barblin in Andorra von Max Frisch, Landestheater Linz, Regie: Stephanie Mohr
- 2018 Lavinia in Anatomie Titus Fall of Rome von Heiner Müller, Landestheater Linz, Regie: Stephan Suschke
- 2018 Karoline in Kasimir und Karoline von Ödön von Horváth, Landestheater Linz, Regie: Susanne Lietzow[9]
- 2018 Liz Henson in Dogville von Lars von Trier, Landestheater Linz, Regie: Stephan Suschke
- 2019 Gwendolen Fairfax in Bunbury – Ernst ist das Leben, Landestheater Linz, Regie: Matthias Rippert
- 2019 Käthe Vockerat in Einsame Menschen von Gerhart Hauptmann, Landestheater Linz, Regie: Christoph Diem
- 2019 Elizabeth in Maria Stuart von Friedrich Schiller, Landestheater Linz, Regie: Susanne Lietzow[10]
- 2019 Ritter in Ritter, Dene, Voss von Thomas Bernhard, Landestheater Linz, Regie: Stephan Suschke
- 2020 Recha in Nathan der Weise von Gotthold Ephraim Lessing, Landestheater Linz, Regie: Katrin Plötner
- 2020 Julie in Liliom von Franz Molnár, Landestheater Linz, Regie: Peter Wittenberg
- 2021 Kriemhild in Die Nibelungen von Friedrich Hebbel, Landestheater Linz, Regie: Susanne Lietzow
- 2021 Dora Martin in Mephisto von Klaus Mann, Landestheater Linz, Regie: Stephan Suschke
- 2022 Lady Macbeth in Macbeth von Heiner Müller nach William Shakespeare, Landestheater Linz, Regie: Stephan Suschke
- 2022 2 in Der Prozess von Franz Kafka, Landestheater Linz, Regie: Peter Wittenberg

## Filmografie
- 2023: Wald

## Performances
- 2019 Goldhaubenauftrennerin in Katharina Gruzeis filmischer Performance 'Yaw'[11]

## Auszeichnungen
- Ensemblepreis des Schauspielschultreffens am Mozarteum Salzburg für ihre Abschlussinszenierung von Roland Schimmelpfennigs Der goldene Drache[12]
- 2019 Nominierung Nestroypreis Beste Bundesländer-Aufführung für Kasimir und Karoline von Ödön von Horváth, Landestheater Linz in der Inszenierung von Susanne Lietzow (Rolle der Karoline)
- 2020 Nominierung Nestroypreis Beste Schauspielerin für die Rolle der Elizabeth in Maria Stuart am Landestheater Linz in der Inszenierung von Susanne Lietzow